# Pancevo, Kărdjali
Pancevo (în bulgară Панчево) este un sat în comuna Kărdjali, regiunea Kărdjali,  Bulgaria. 

## Demografie
Componența etnică a satului Pancevo
     Turci (99,15%)
     Nicio identificare (0,84%)
     Altele (0%)
La recensământul din 2011, populația satului Pancevo era de 236 locuitori. Din punct de vedere etnic, majoritatea locuitorilor (99,15%) erau turci. Pentru 0,84% din locuitori nu este cunoscută apartenența etnică.